# Domenico Monleone
Domenico Monleone (Gênes, 4 janvier 1875 – Gênes, 15 janvier 1942) est un compositeur et chef d'orchestre italien.
Monleone est connu comme l'auteur de l'opéra en un acte Cavalleria rusticana 1907, qui, pendant un temps, a été confronté à la réussite de l'œuvre homonyme de Pietro Mascagni. Les deux œuvres sont basées sur les mêmes sources, portant le même titre, à savoir le roman de 1880, et le drame de 1884 de l'écrivain Giovanni Verga (Catane, 1840 - ibid, 1922), la figure de proue du réalisme littéraire en Italie dans les trois dernières décennies du XIXe siècle.
Le Cavalleria rusticana de Domenico Monleone de 1907, est le troisième opéra inspiré par Verga, après Mala Pasqua! (1890) de Stanislao Gastaldon, et après Cavalleria rusticana (1890) de Pietro Mascagni. Selon les études sur la complexe question juridique, menées entre autres par Sarah Zappulla Muscara, par Dino Di Chiara, Gino Raya et Robert Baxter, il s'avère que l'opéra de Monleone a été interdit en Italie et dans d'autres pays, et que le compositeur génois a réutilisé la musique en adaptant un autre livre, La giostra dei falchi, en 1914. L'opéra « sicilien » de Domenico Monleone a récemment connu un renouveau, puisqu'il a été diffusé par la radio en Albanie (Tirana) et a été représenté en France à Montpellier, en 2001 dans le cadre du Festival de Radio France et Montpellier Languedoc Roussillon, lors duquel l'œuvre a été confrontée à celle de Mascagni,.

## Opéras
- Cavalleria rusticana, 2 mai 1907, Amsterdam
- Una novella del Boccaccio, 26 mai 1909, Gênes
- Alba eroica, 5 mai 1910, Gênes
- Arabesca, 3 novembre 1913, Rome
- La giostra dei falchi - musique de Cavalleria rusticana, sur un nouveau livret, 17 avril 1914, Turin
- Suona la ritirata, 23 mai 1916, Milan
- Fauvette, 3 février 1926, Gênes
- Il mistero, 7 mai 1921, Venise, puis, révisé, en 1934 à Turin
- Scheuggio Campanna, 1928, Gênes
- La ronda di notte del Rembrandt, 1933 Gênes
- Notte di nozze, 17 septembre 1940, Bergame

## Source
- (it) Cet article est partiellement ou en totalité issu de l’article de Wikipédia en italien intitulé « Domenico Monleone » (voir la liste des auteurs).